# Fulchur
Fulchur es una ciudad censal situada en el distrito de Gondia en el estado de Maharashtra (India). Su población es de 5480 habitantes (2011). Se encuentra a 4 km de Gondia.

## Demografía
Según el censo de 2011 la población de Fulchur era de 5480 habitantes, de los cuales 2756 eran hombres y 2724 eran mujeres. Fulchur tiene una tasa media de alfabetización del 88,24%, superior a la media estatal del 82,34%: la alfabetización masculina es del 94,24%, y la alfabetización femenina del 82,35%.